# مغرب دائم

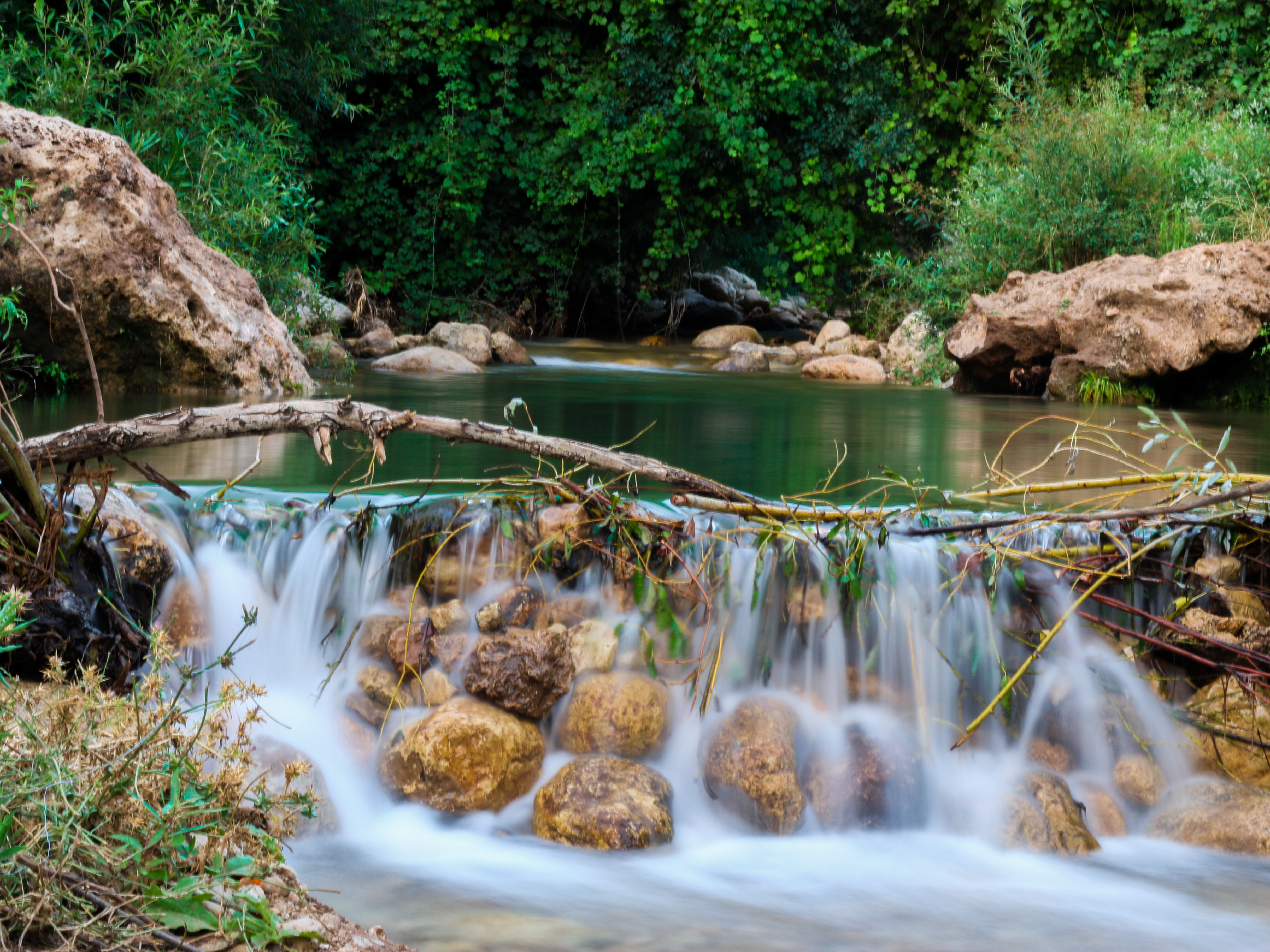
شلال مياه صغير في زاوية إفران

مغرب دائم منطقة بيئية للمياه العذبة تابعة لالصندوق العالمي للطبيعة في شمال إفريقيا. يغطي الإقليم البيئي المغاربي الدائم مساحة 950،180 كيلومتر مربع، ويمتد عبر أجزاء من الجزائر وموريتانيا والمغرب وتونس والصحراء الغربية. يشغل منطقة المناخ المتوسطي في شمال إفريقيا، وتتميز الأنهار والجداول بتدفقها على السطح على مدار السنة. يحد المنطقة الإيكولوجية من الشمال المحيط الأطلسي والبحر الأبيض المتوسط، ومن الجنوب المنطقة الإيكولوجية المؤقتة للمياه العذبة المغاربية، والتي تغطي الجزء الشمالي من الصحراء الكبرى وتتميز بأنهار وجداول مؤقتة أو موسمية. أنواع الموائل الرئيسية للمنطقة الإيكولوجية هي أنظمة البحر الأبيض المتوسط والأنهار الساحلية المعتدلة.